# In Tour (programma televisivo)
In Tour è stato un programma televisivo di viaggi in onda su Italia 1 all'inizio del 2002. 
In Tour ha esordito il 6 gennaio 2002 ed è proseguito per un totale di 8 puntate, programmate la domenica alle ore 12.00. 
Scritto da Davide Bacchilega e Sonia Häusler, con la regia di Gianfranco Carbon, In Tour ha visto la conduzione di Samantha De Grenet e Sabrina Donadel.
Il format del programma prevedeva per ogni puntata il racconto di due mete turistiche, una di mare e una di montagna. Tra le mete di mare sono stati realizzati servizi su Maceió (Brasile), Riviera Maya (Messico), Sharm el-Sheikh (Egitto) e Santo Domingo (Repubblica Dominicana). Tra le mete di montagna, le località italiane di Livigno, Sappada e Val di Sole.